# Andrija Svorad
Sveti Andrija Svorad (polj.: Andrzej Świerad, Żurawek, Żórawek, Świrad i Wszechrad, slk.: Svorad, češ.: Sverad, lat.: Zoerardus; Opatowiec, oko 980. - Zobor, 1009.?), benediktinski redovnik i rimokatolički svetac.

## Životopis
Rođen je oko 980. u Opatowiecu u Poljskoj. Oko 1000. godine, s oko 20 godina, počeo je živjeti kao pustinjak i misionar u Šleskoj. Također je u mladosti živio kao redovnik u malom mjestu Tropie. Oko 1003. godine se smjestio u Mađarskoj i postaje benediktinski redovnik u samostanu sv. Hipolita na planini Zobor. Tamo je postao duhovni vođa Benedikta Pustinjaka.
Andrija i Benedikt, uz dopuštenje napuštaju samostan i postaju pustinjaci u pećini uz rijeku Vag. Andrija je umro prirodnom smrću 1009. godine (ili 1010., 1030. ili 1034.), ali je Benedikt nastavio živjeti u špilji naredne tri godine dok nije bio ubijen od strane bande lopova u potrazi za blagom. Životopis sv. Benedikta i svetog Andrije napisao je sv. Mauro, biskup u Pečuhu.
Sveti Andrija se posebno časti u Slovačkoj, Mađarskoj i Poljskoj, ali i u SAD-u. Njegov blagdan je 17. srpnja, ali u nekim kalendarima se štuje zajedno sa svetim Benediktom 13. lipnja. Kralj Gejza I. ga je proglasio jednim od zaštitnika Mađarske.